# William Bell Scott

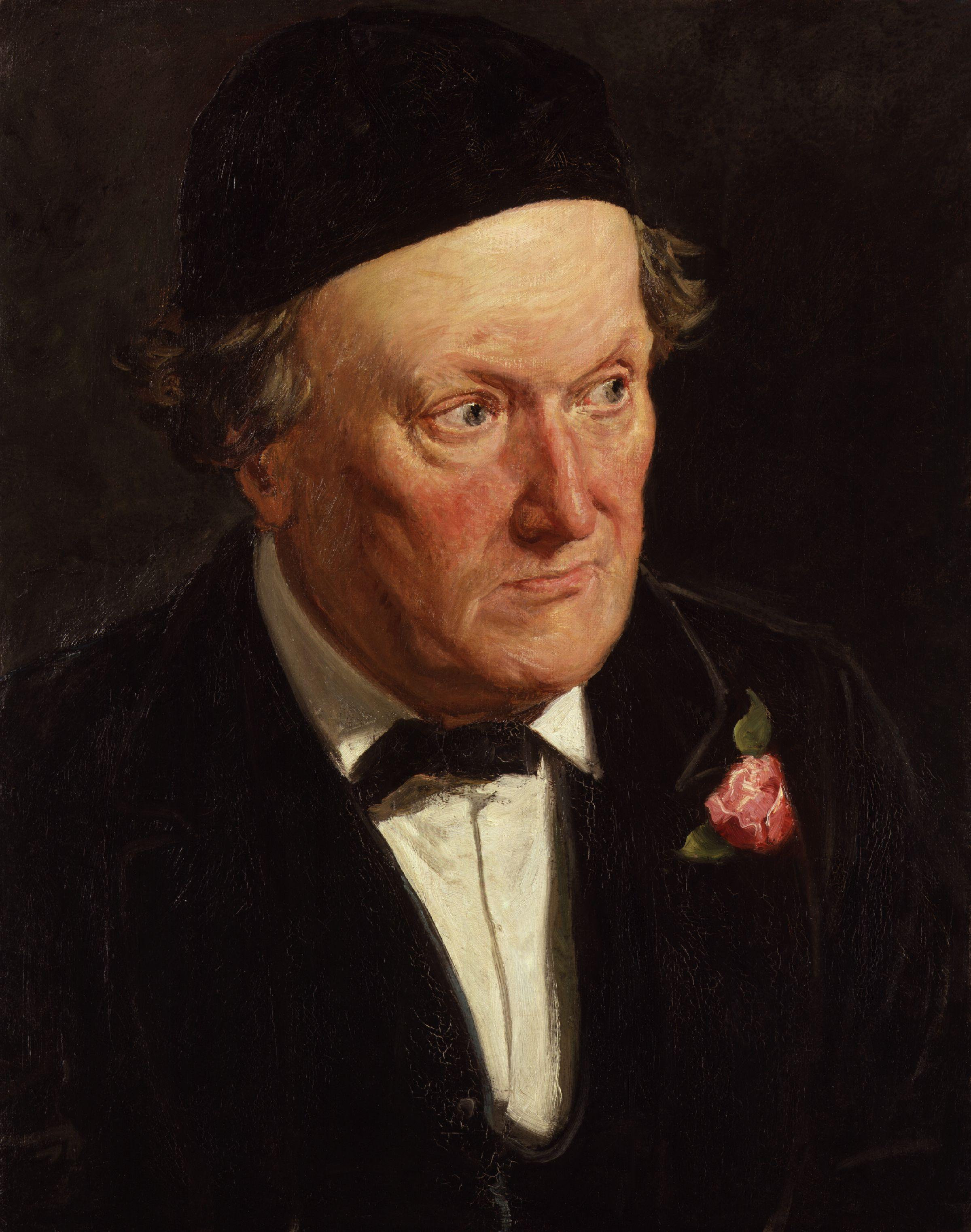
Portret van William Bell Scott door Frederick Bacon Barwell, 1877, National Portrait Gallery, Londen

William Bell Scott (Edinburgh, 12 september 1811 – Penkill Castle, Ayrshire, 22 november 1890) was een Brits kunstschilder en dichter, geassocieerd met de prerafaëlieten.

## Leven en werk

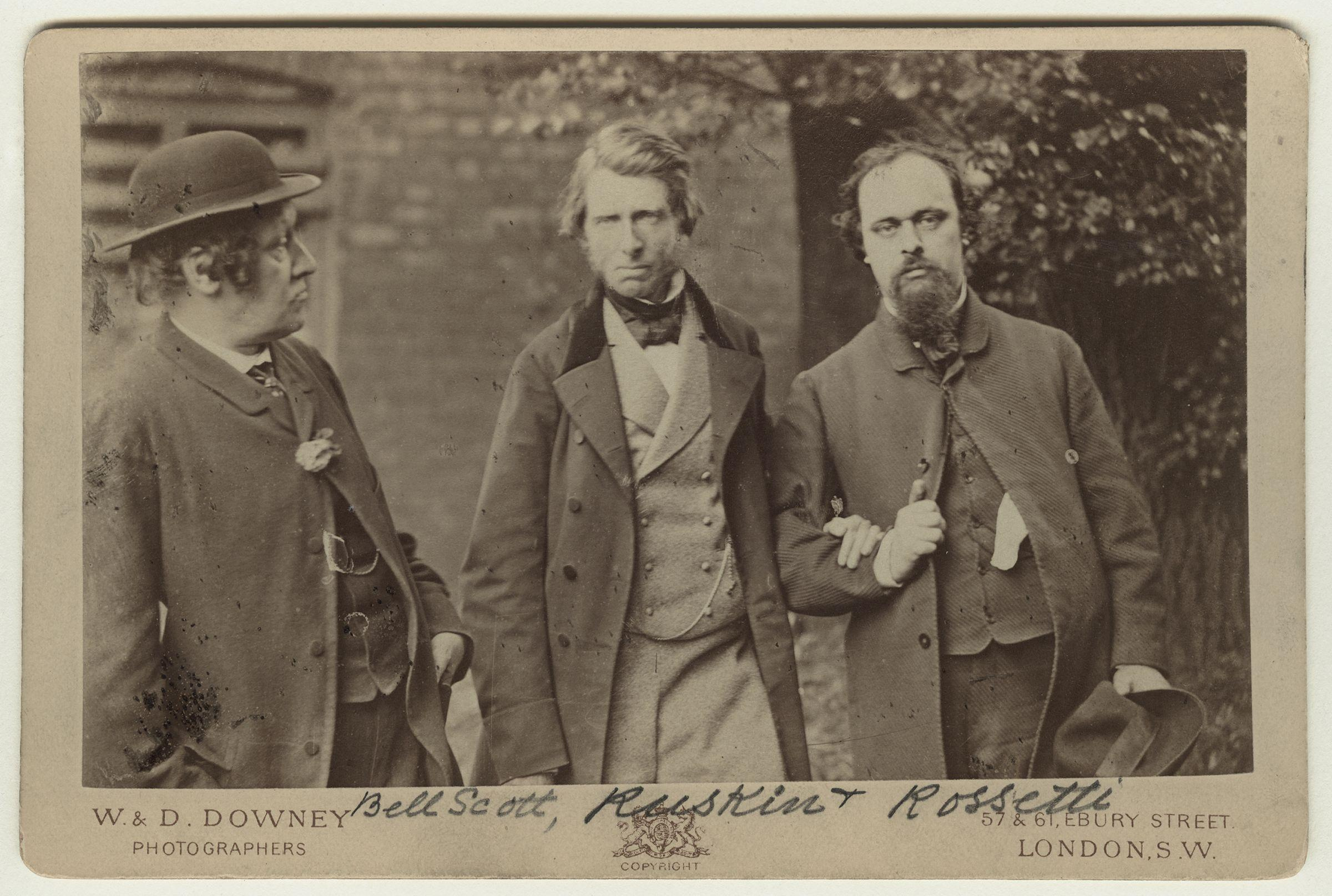
William Bell Scott, Ruskin en Rossetti, 1863

Bell Scott werd ingewijd in de 'schone kunsten' door zijn vader en studeerde aan de kunstacademie te Edinburgh. In 1834 publiceerde hij zijn eerste gedichten in Schotse tijdschriften. In 1837 trok hij naar Londen, waar hij ook begon met schilderen en etsen. In 1843 kreeg hij een lerarenaanstelling bij de design-academie te Newcastle. Daarnaast was hij in ook actief voor de “Science and Art Department” en zette hij nieuwe kunstacademies op, met name in het Noorden van Engeland.
Bell Scott schilderde landschappen en portretten, maar werd vooral bekend door zijn illustraties, onder andere bij The ballad of Chevy Chase en bij The Kingis Quair van Jacobus I van Schotland. Ook maakte hij veel decoratiewerken, vaak historische taferelen, onder andere voor de zwikken van Penkill Castle te Ayrshire.
Bell Scott bouwde ook een zekere naam op als dichter, in de klassieke stijl van Blake en Shelley. Meest bekend is zijn bundel Poems uit 1875, geïllustreerd met etsen van hemzelf en Alma-Tadema. Verder publiceerde hij tal van literaire kritieken, voor diverse tijdschriften.
Bell Scott werd sterk geïnspireerd door de prerafaëlieten. Hij was nauw bevriend met Dante Gabriel Rossetti en Algernon Charles Swinburne, die twee gedichten aan hem opdroeg. Ook John Ruskin kende hij goed, maar die relatie stond vaak op gespannen voet, mede vanwege Bell Scott´s ongunstige kritieken over zijn werk.
In 1885 ging Bell Scott met pensioen en schreef zijn memoires. Hij overleed in 1890 te Penkill Castle.

## Galerij

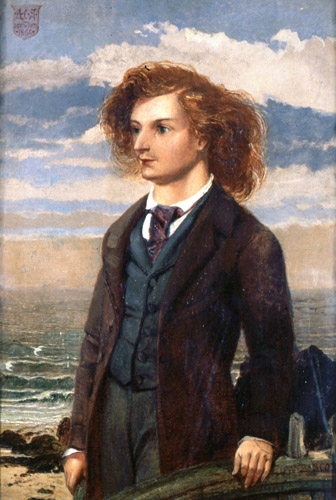
Portret van Algernon Swinburne
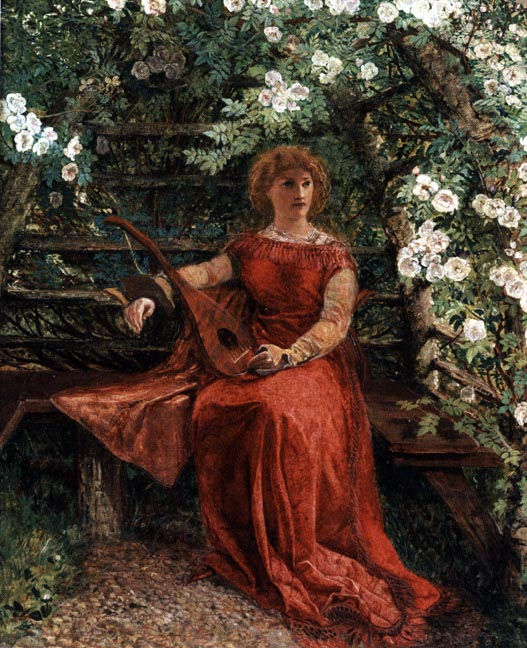
Fair Rosamund in her Bower
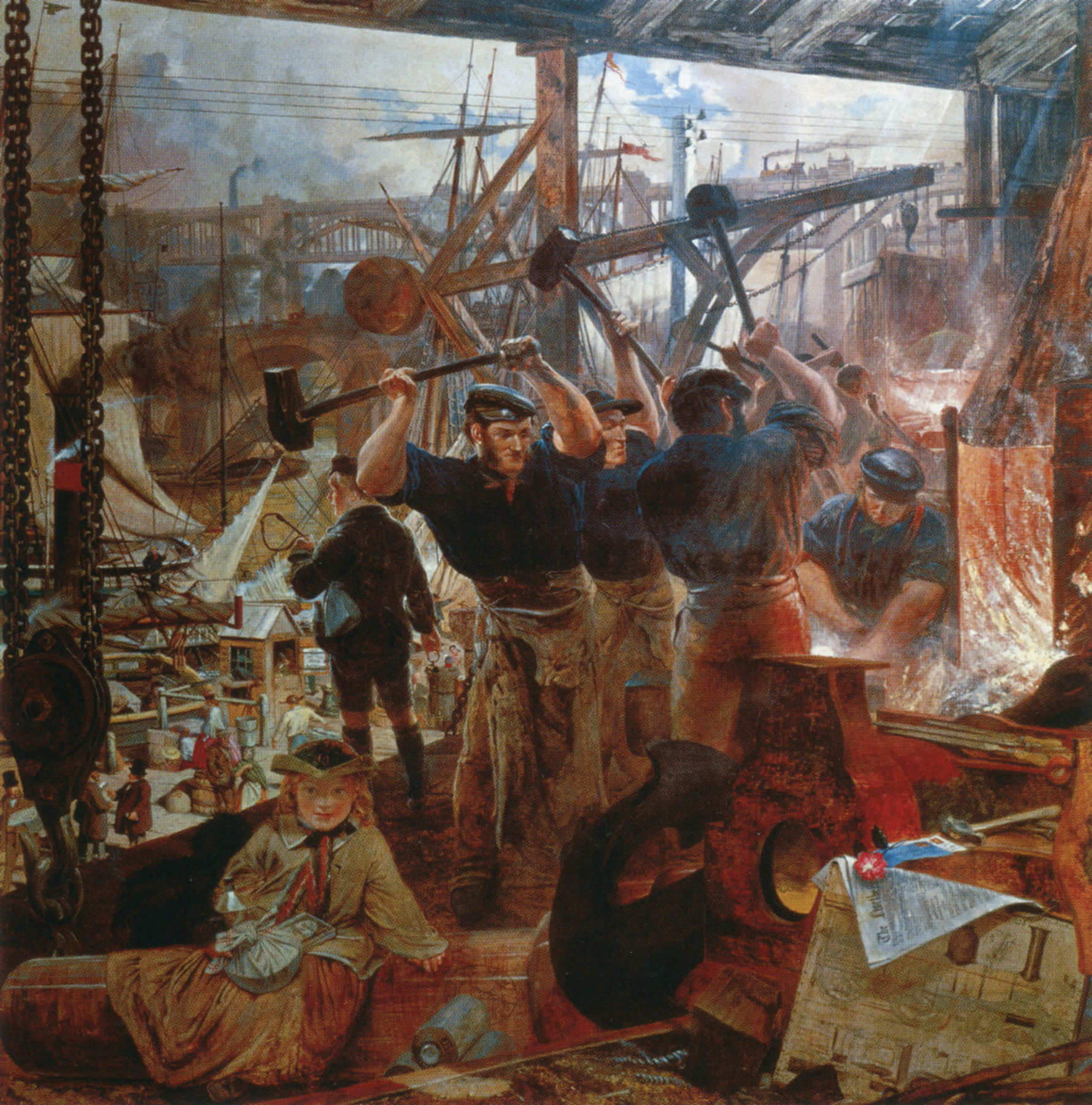
Iron and Coal
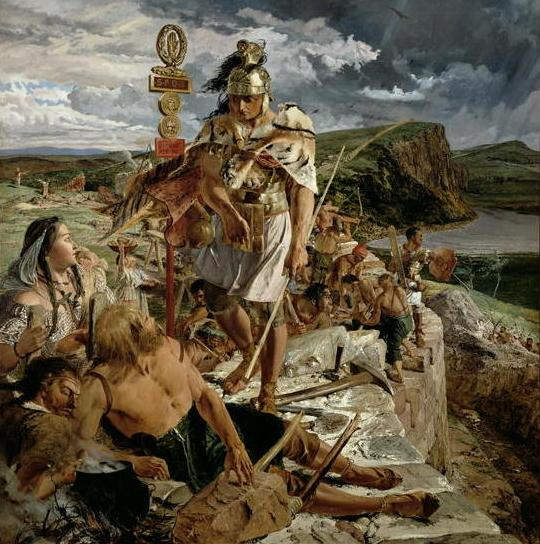
The Romans Cause a Wall to be Built for the Protection of the South
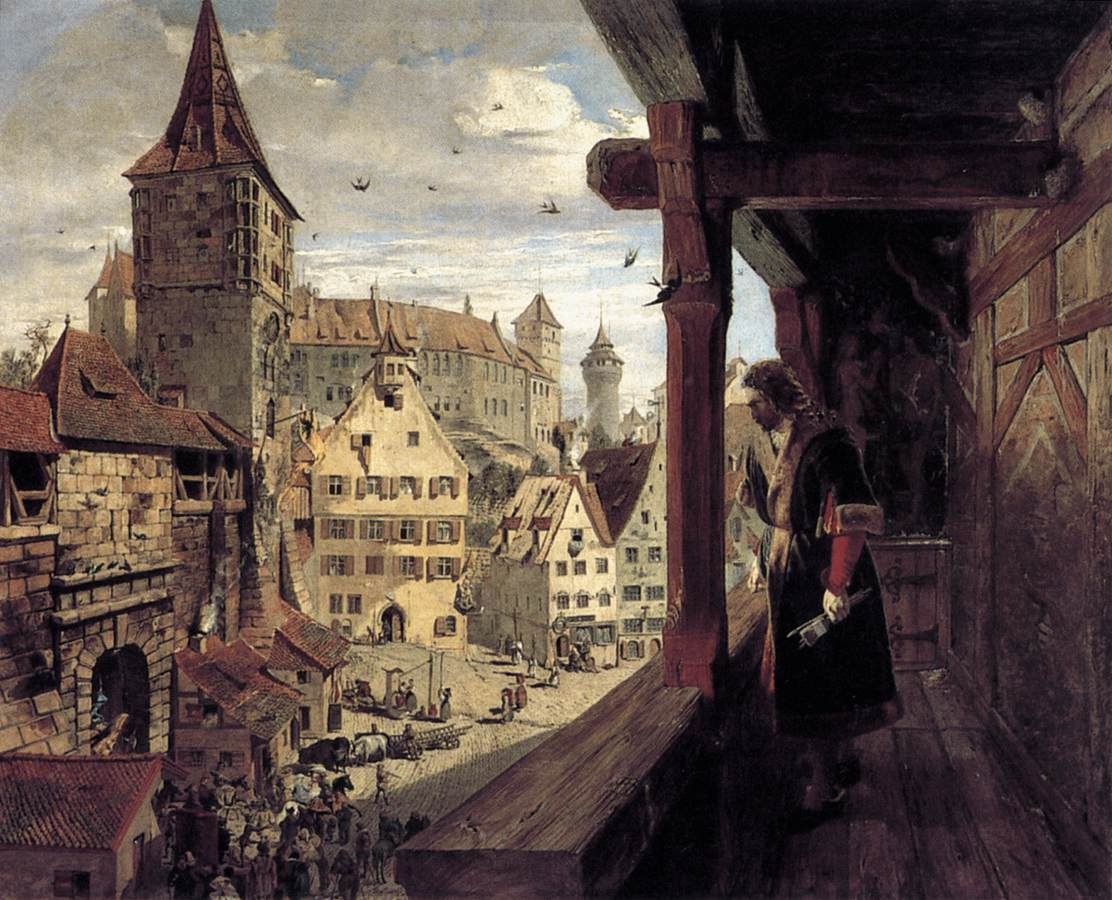
Albrecht Duerer on the Balcony of his House, 1854, Scottish National Gallery, Edinburgh
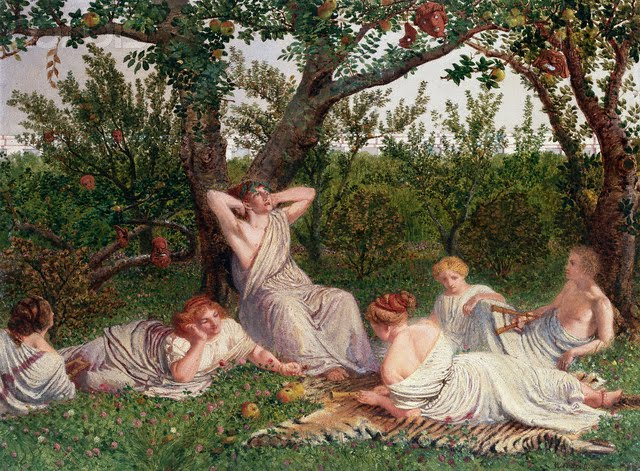
The Poets Harvest Home
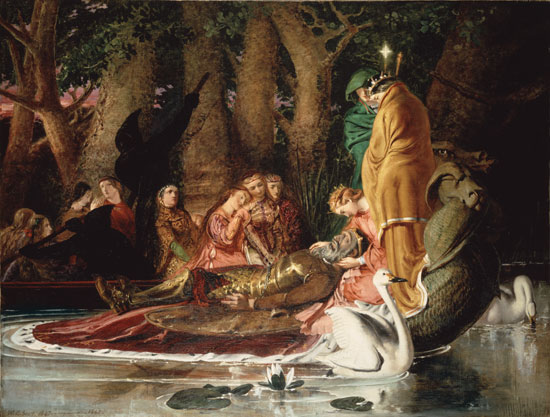
The Lamentation of King Arthur
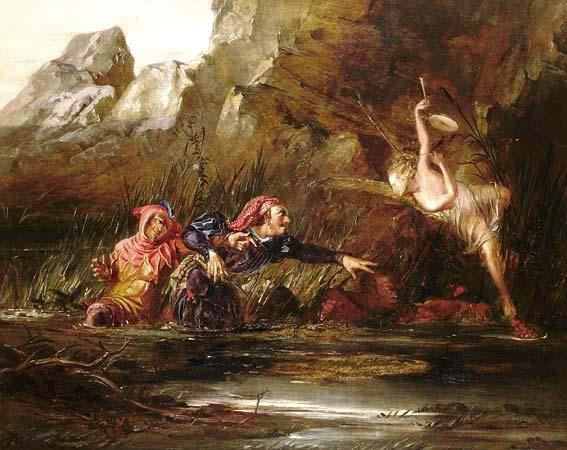
Arièl en Caliban
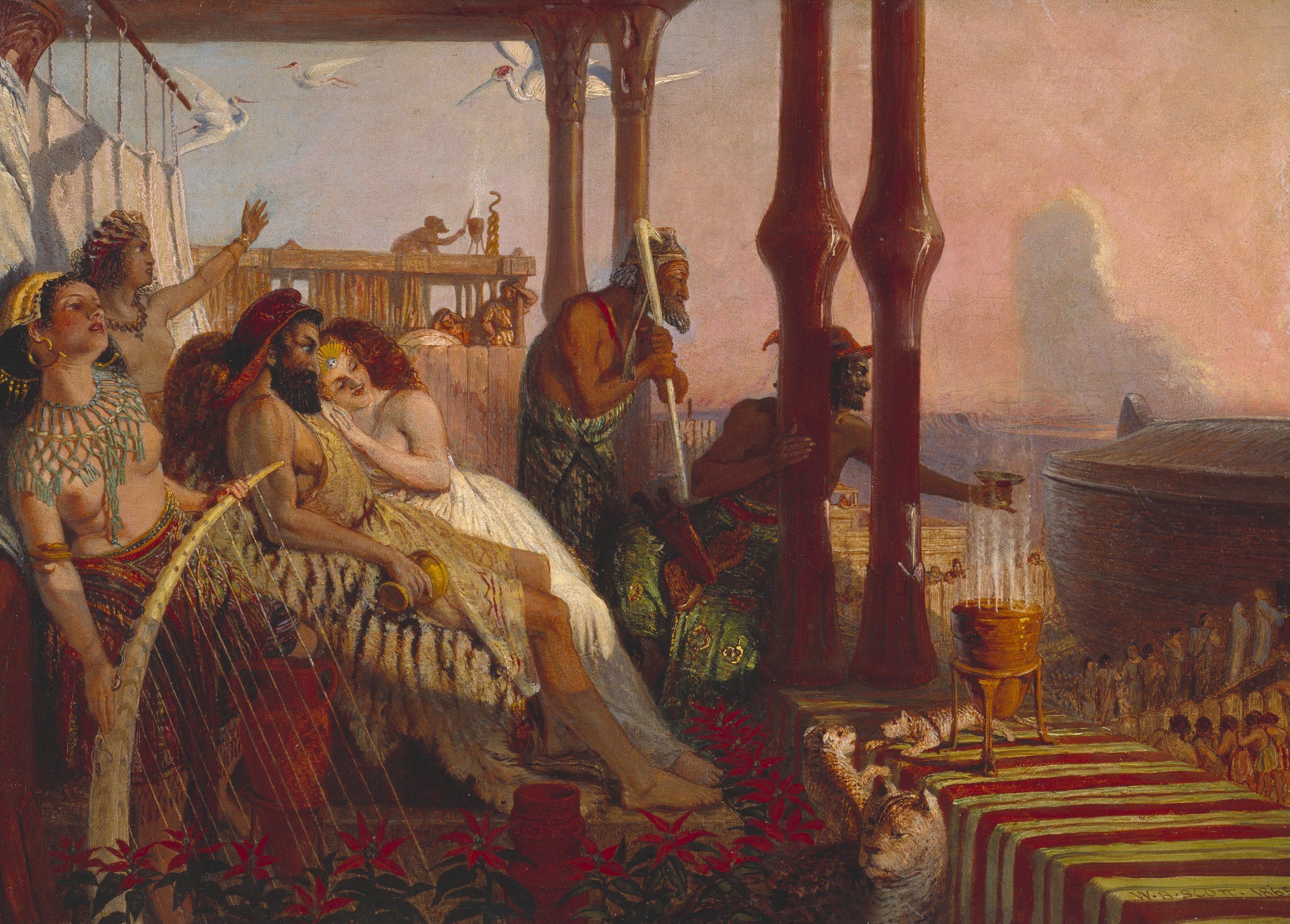
The Eve of the Deluge, 1865, Tate Britain, Londen
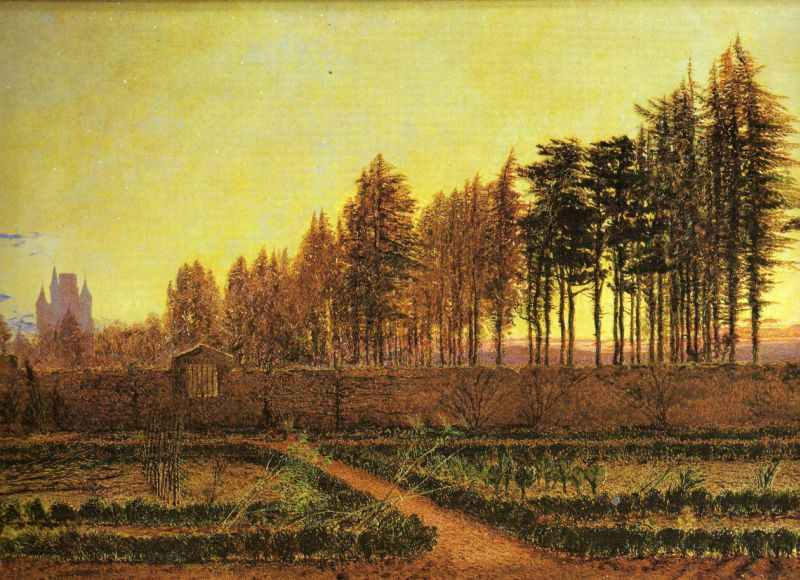
The Gloaming a manse garden in Berwickshire